# Matiašovce
Matiašovce jsou obec na Slovensku v okrese Kežmarok. Žije zde 851 obyvatel.

## Poloha
Obec leží v regionu Zamaguří mezi Pieninami a Tatrami. Střed obce se nachází v nadmořské výšce 556 m. Jedná se o jednu z největších a nejstarších obcí v regionu Zamaguří. Nachází se v blízkosti Pieninského národního parku a hraničního přechodu s Polskem, Lysá nad Dunajcom. Spolu s osadou Potok se zde nachází 281 domů. Obec má členitý povrch, rozložený v nadmořské výšce mezi 520–828 m. Průměrná roční teplota je kolem 5 °C a průměrné roční množství srážek je 800–900 mm.

## Historie
První písemná zmínka o obci je v listině z roku 1326, kterou uherský král Karel I. Robert zkonfiskoval magistrovi Kakašovi. Obyvatelé obce se v minulosti živili zemědělstvím, pastevectvím či těžbou dřeva, v 18. století pálením lihu. Obyvatelé ještě koncem 20. století ve velkém pěstovali len, močili ho ve dvou obecních močidlech a nakonec jej zpracovávali na vlákno.

## Pamětihodnosti
- Kostel svatého Petra a Pavla